# Lana Turner

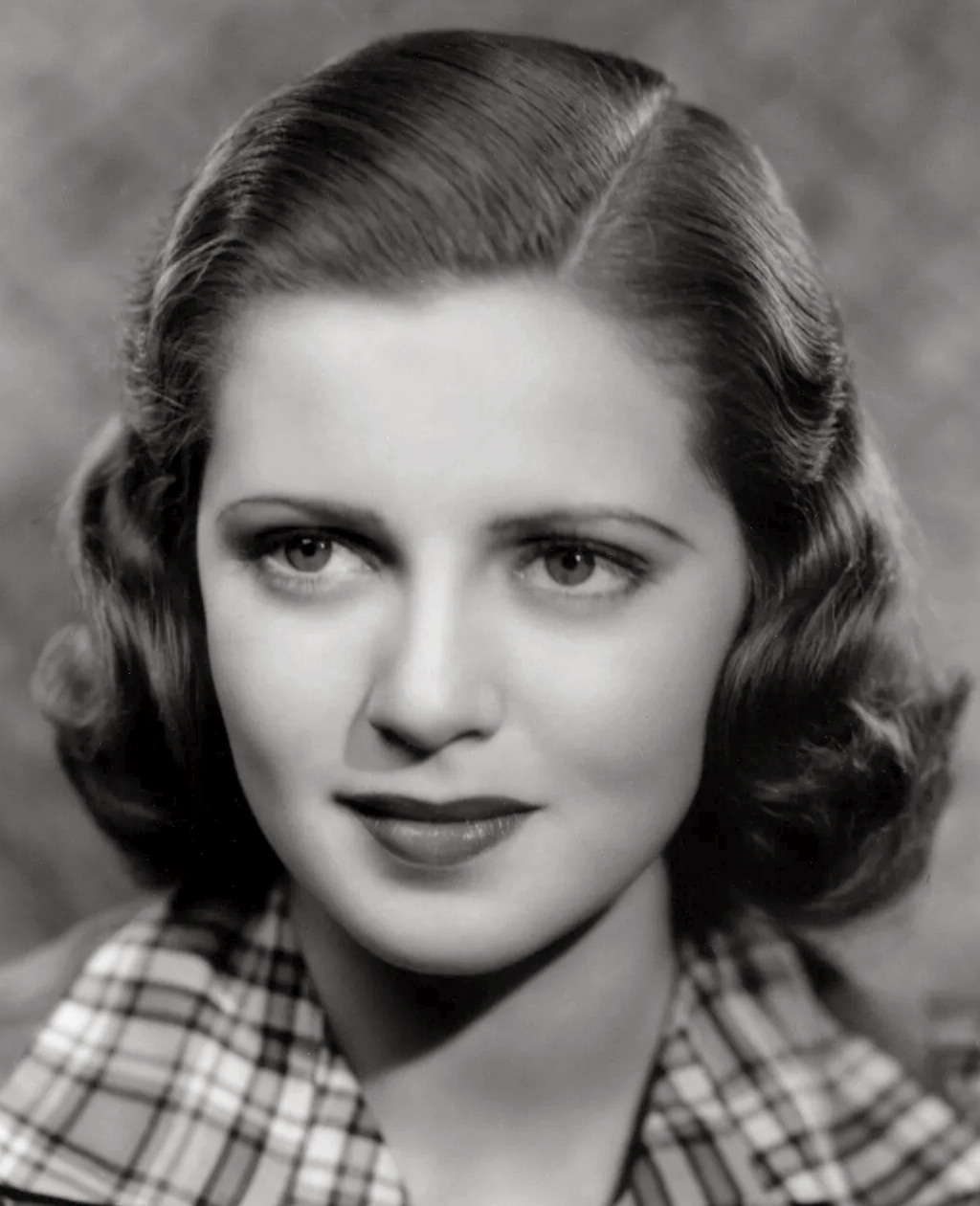
Lana Turner

Lana Turner (* 8. Februar 1921 in Wallace, Idaho als Julia Jean Mildred Frances Turner; † 29. Juni 1995 in Los Angeles) war eine US-amerikanische Filmschauspielerin, die in den 1940er und 1950er Jahren zahlreiche Erfolge feierte. Zu ihren bekanntesten Filmen zählen Im Netz der Leidenschaften, Die drei Musketiere, Glut unter der Asche und Solange es Menschen gibt. Während des Zweiten Weltkriegs war sie ein beliebtes Pin-up-Girl und Sexsymbol; in späteren Jahren konnte sie sich in Charakterrollen etablieren.

## Leben und Wirken
Lana Turner war das einzige Kind des Bergmanns John Virgil Turner und dessen Ehefrau Mildred Frances Turner. Sie begann ihre Karriere mit kleineren Rollen bei Warner Brothers, nachdem sie im „Tip Top Soda Shop“ vom Verleger des Hollywood Reporter, William R. Wilkerson, entdeckt worden war.

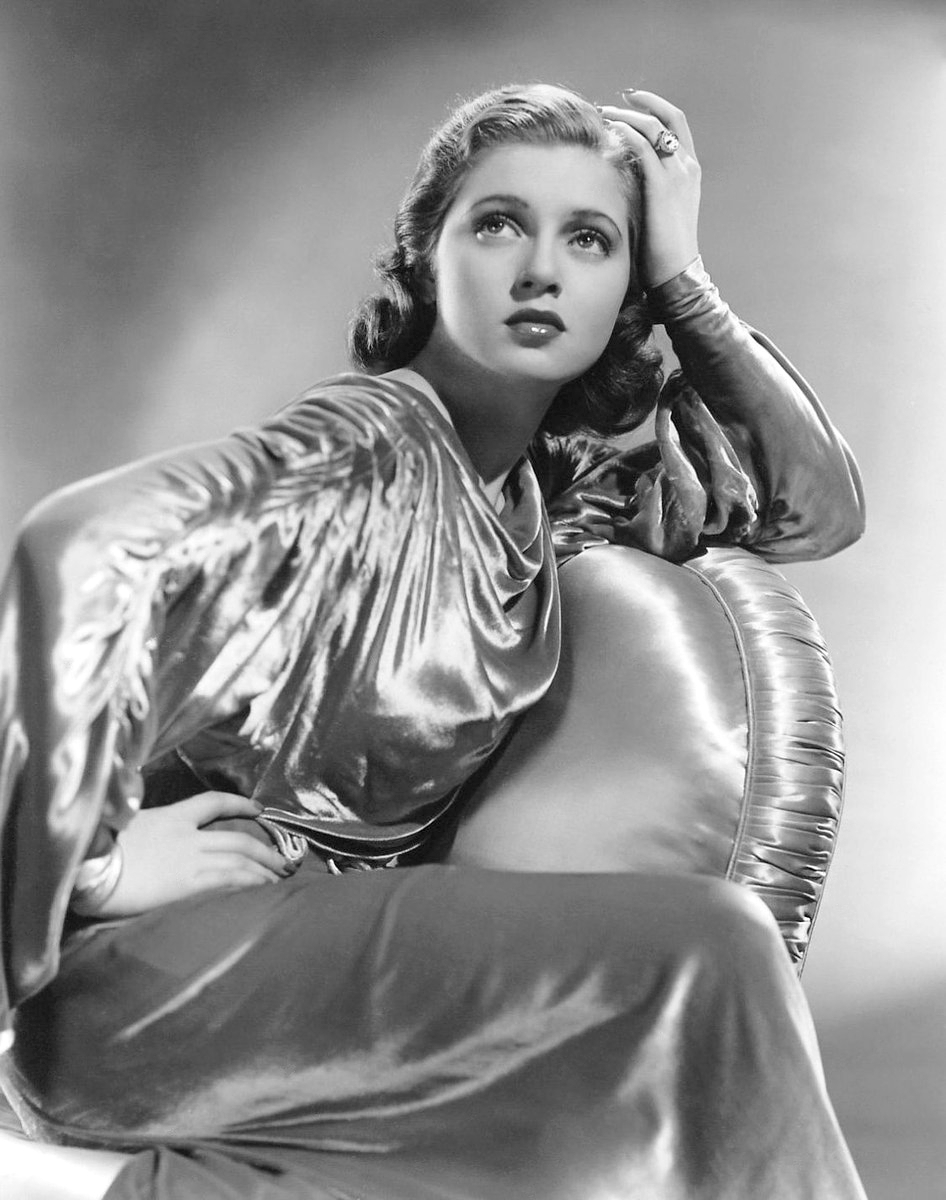
Lana Turner (1937)

Die Aufmerksamkeit des Publikums erregte Turner 1937 mit Der dritte Grad, in dem sie unter der Regie von Mervyn LeRoy als Mordopfer in einem etwas zu engen Pullover (englisch: „sweater“) zu sehen war. Nach Inkrafttreten der strengen Zensurbestimmungen des Production Code 1934 fand man für die Präsentation weiblicher Reize ohne die verbotene Nacktheit eine Möglichkeit darin, Schauspielerinnen in sehr knappen bzw. engen Kostümen auftreten zu lassen. Ihre Oberweite kam dabei so gut zur Geltung, dass Turner bald als „The Sweater Girl“ bekannt war. Mit LeRoys Wechsel zu MGM ging auch Turner zu diesem Studio, das sich viel Zeit damit ließ, ihr Talent weiterzuentwickeln. MGM wollte Turner zunächst als Nachfolgerin für die 1937 verstorbene Jean Harlow aufbauen; daher wurden die ursprünglich kastanienbraunen Haare blond gefärbt. Das Studio besetzte sie anfangs vor allem in B-Filmen, so auch neben Mickey Rooney in Love Finds Andy Hardy, einem Film aus der Andy-Hardy-Reihe.
Ihre ersten Hauptrollen spielte Turner 1941 neben Judy Garland und Hedy Lamarr in Mädchen im Rampenlicht sowie als Co-Star von Clark Gable in Ein toller Bursche. Gable und Turner drehten bis 1954 noch drei weitere Filme miteinander. 1942 war Lana Turner, erneut unter der Regie von Mervyn LeRoy, in Der Tote lebt zu sehen, in dem sie als Leading Lady neben Robert Taylor auftrat. Während des Zweiten Weltkriegs war Turner ein beliebtes Pin-up-Girl. 1946 war sie in dem Film noir Im Netz der Leidenschaften, der Verfilmung des Romans Wenn der Postmann zweimal klingelt von James M. Cain, als mörderische Ehebrecherin zu sehen. Unter der Regie von Vincente Minnelli war Turner 1952 in Stadt der Illusionen Teil einer Starbesetzung. Die Schauspielerin beendete 1956 ihren Studiovertrag mit MGM und erhielt 1958 für ihre Darstellung in Glut unter der Asche, der Verfilmung des Romans Die Leute von Peyton Place von Grace Metalious, eine Nominierung für den Oscar in der Kategorie Beste Hauptdarstellerin.

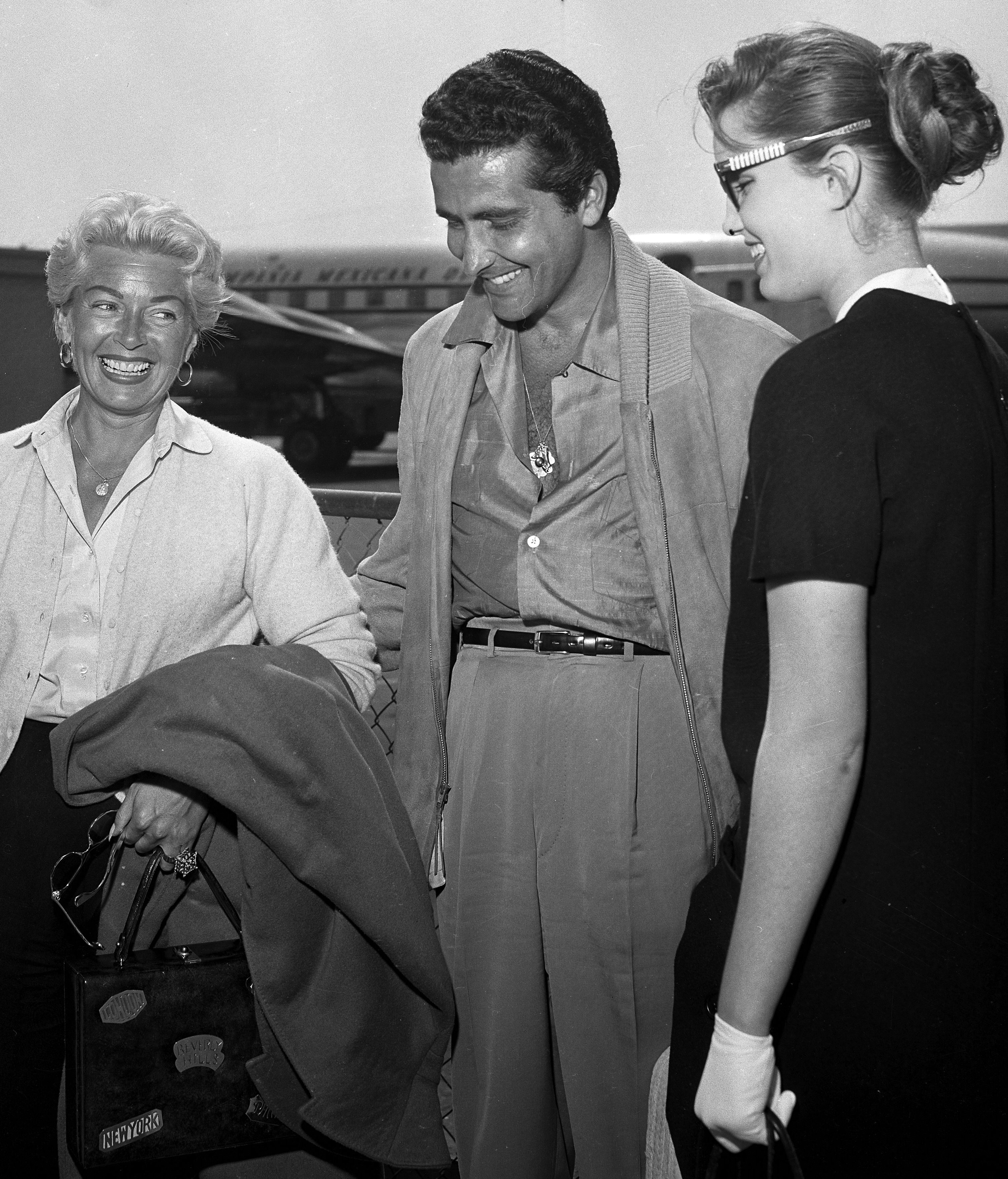
Turner (links) mit Johnny Stompanato und ihrer Tochter Cheryl Crane (1958)

Im selben Jahr kam sie in die Schlagzeilen, als ihr Liebhaber Johnny Stompanato am 4. April 1958 von ihrer damals 14-jährigen Tochter aus zweiter Ehe, Cheryl Crane, erstochen wurde. Dieser soll zuvor bei einem Streit gedroht haben, Turner und ihre Tochter umzubringen. Im Prozess ging es daraufhin auch um Turners mögliche Mitschuld an der Tat. Schließlich urteilte das Gericht, dass Turners Tochter in Notwehr gehandelt habe. Harold Robbins verwendete die Geschichte 1964 nur unwesentlich verändert in seinem Roman Wohin die Liebe führt. In der gleichnamigen Verfilmung spielte Susan Hayward die Hauptrolle. Kurz nach dem Prozess hatte Turner 1959 den größten Erfolg ihrer Laufbahn mit dem Melodram Solange es Menschen gibt unter der Regie von Douglas Sirk.
Nach weiteren erfolgreichen Filmen, die sie überwiegend für Universal drehte, war Madame X aus dem Jahr 1966, eine der zahlreichen Verfilmungen des gleichnamigen Bühnenstücks von 1909, ihr letzter kommerzieller Erfolg. Die Kritiken waren sich allerdings einig, dass Constance Bennett als bösartiger Schwiegermutter alle schauspielerischen Ehren zugestanden hätten. Danach ging Turners Karriere rasch ihrem Ende entgegen, gelegentlich trat sie noch in Tourneetheater-Produktionen auf. Ihre letzte größere Rolle spielte sie von 1982 bis 1983 in sechs Folgen der US-amerikanischen Fernsehserie Falcon Crest.
Lana Turner starb am 29. Juni 1995 im Alter von 74 Jahren an den Folgen einer Krebserkrankung.

## Privatleben
Lana Turner ging insgesamt acht Ehen mit sieben verschiedenen Ehemännern ein, unter anderem ihre erste mit dem Bandleader Artie Shaw, gefolgt von ihrer zweiten mit dem Restaurantbesitzer Stephen Crane, dem Vater ihrer Tochter Cheryl, sowie zwischen 1953 und 1957 mit dem Schauspieler Lex Barker. Cheryl Crane behauptete in ihrer Autobiografie, dass Barker sie während der Ehe mit ihrer Mutter mehrfach vergewaltigt habe.

## Filmografie
- 1937: Der dritte Grad (They Won’t Forget)
- 1937: The Great Garrick
- 1938: Die Abenteuer des Marco Polo (The Adventures of Marco Polo)
- 1938: Love Finds Andy Hardy
- 1938: Rich Man, Poor Girl
- 1938: Dramatic School
- 1939: Dr. Kildare: Unter Verdacht (Calling Dr. Kildare)
- 1939: These Glamour Girls
- 1939: Nicht schwindeln, Liebling (Dancing Co-Ed)
- 1940: Two Girls on Broadway
- 1940: We Who Are Young
- 1941: Mädchen im Rampenlicht (Ziegfeld Girl)
- 1941: Arzt und Dämon (Dr. Jekyll and Mr. Hyde)
- 1941: Ein toller Bursche (Honky Tonk)
- 1941: Der Tote lebt (Johnny Eager)
- 1942: Manila (Somewhere I’ll Find You)
- 1943: Slightly Dangerous
- 1944: Marriage Is a Private Affair
- 1945: Keep Your Powder Dry
- 1945: Weekend im Waldorf (Week-End at the Waldorf)
- 1946: Im Netz der Leidenschaften (The Postman Always Rings Twice)
- 1947: Taifun (Green Dolphin Street)
- 1947: Liebe in Fesseln (Cass Timberlane)
- 1948: Dr. Johnsons Heimkehr (Homecoming)
- 1948: Die drei Musketiere (The Three Musketeers)
- 1950: Mein Leben gehört mir (A Life of Her Own)
- 1951: Mr. Imperium
- 1952: Die lustige Witwe (The Merry Widow)
- 1952: Stadt der Illusionen (The Bad and the Beautiful)
- 1953: Serenade in Rio (Latin Lovers)
- 1954: Flammende Sinne (Flame and the Flesh)
- 1954: Verraten (Betrayed)
- 1955: Tempel der Versuchung (The Prodigal)
- 1955: Der Seefuchs (The Sea Chase)
- 1955: Der große Regen (The Rains of Ranchipur)
- 1956: Diane – Kurtisane von Frankreich (Diane)
- 1957: Glut unter der Asche (Peyton Place)
- 1958: Immer Ärger mit den Frauen (The Lady Takes a Flyer)
- 1958: Herz ohne Hoffnung (Another Time, Another Place)
- 1959: Solange es Menschen gibt (Imitation of Life)
- 1960: Das Geheimnis der Dame in Schwarz (Portrait in Black)
- 1961: Und die Nacht wird schweigen (By Love Possessed)
- 1961: Junggeselle im Paradies (Bachelor in Paradise)
- 1962: Immer nur deinetwegen (Who’s Got the Action?)
- 1965: Heißer Strand Acapulco (Love Has Many Faces)
- 1966: Madame X
- 1969: Dosierter Mord (The Big Cube)
- 1969: Die Macht des Geldes (The Survivors, TV-Serie)
- 1974: Verfolgung (Persecution)
- 1976: Bittersüße Liebe (Bittersweet Love)
- 1980: Witches’ Brew
- 1982–1983: Falcon Crest (TV-Serie, sechs Folgen)
- 1985: Love Boat (The Love Boat, TV-Serie, zwei Folgen)

## Auszeichnungen
- 1958: Nominierung für den Oscar in der Kategorie Beste Hauptdarstellerin für Glut unter der Asche
- 1960: Stern auf dem Hollywood Walk of Fame (6241 Hollywood Blvd.)
- 1966: Preis bei der Verleihung des David di Donatello für ihre Darbietung in Madame X
- 1975: Preis in der Kategorie Beste Darstellerin beim Sitges Festival Internacional de Cinema Fantàstic de Catalunya für Verfolgung
- 1994: Preis für das Lebenswerk beim Festival Internacional de Cine de San Sebastián

## Autobiografie
- Lana Turner: Lana. The Lady, the Legend, the Truth. New English Library, Sevenoaks 1982, ISBN 0-450-06019-5.

## Filmdokumentation
- Hollywood, das erträumte Leben der Lana Turner. Regie: Frédéric Mitterrand, Arte, Frankreich, 91 Minuten, 2018.